# Gent Myftaraj
Gent Myftaraj, född 17 maj 1976 i Elbasan i Albanien, är en albansk musiker, kompositör och låtskrivare som tidigare var medlem i gruppen Arb tillsammans med bland andra Redon Makashi.

## Biografi
Myftaraj föddes i staden Elbasan i Albanien och tog sina första musiklektioner i gitarr vid Shkollën Artistike Onufri i sin hemstad. Han studerade sedan vid musikaliska fakulteten vid Universiteti i Arteve i landets huvudstad Tirana. 
Vid 16 års ålder blev han år 1992 en del av gruppen Arb tillsammans med bland andra solisten Redon Makashi. 1994 deltog han med gruppen i Festivali i Këngës 33 och man utsågs till bästa grupp i tävlingen med låten "Dikur luaja me ndjenjën e saj". Myftaraj var den som orkestrerade låten. Mellan 1997 och 2003 bodde och verkade han som musiker i staden Thessaloniki i Grekland. Sedan 2007 har han profilerat sig som låtskrivare och kompositör i sitt hemland. Han står bakom låtar som "Zgjomë një tjetër ëndërr" (framförd av Samanta Karavello i Festivali i Këngës 50) och "I njëjti do mbetëm" (framförd av Renis Gjoka & Aleksandër Gjoka i Kënga Magjike 2012).